# همجوشی سلولی
همجوشی سلولی (به انگلیسی: Cell fusion) فرایند سلولی مهمی است که در آن چندین سلول بدون هسته (سلول‌هایی با یک هسته) با هم ترکیب می‌شوند و یک سلول چندهسته‌ای را تشکیل می‌دهند که به آن سینسیتیوم می‌گویند. همجوشی سلولی در طی تمایز میوبلاست‌ها، استئوکلاست‌ها و تروفوبلاست‌ها، در طول رویان‌زایی و ریخت‌زایی رخ می‌دهد. همجوشی سلولی یک رویداد ضروری در بلوغ سلول‌ها است، به طوری که آنها کارکردهای ویژه خود را در طول رشد حفظ می‌کنند.